# ماهواره نقشه‌بردار فراخورشیدی گذران
ماهواره نقشه‌بردار فراخورشیدی گذران (به انگلیسی: Transiting Exoplanet Survey Satellite) که به اختصار تس (TESS) نامیده می‌شود، یک تلسکوپ فضایی ساخت ناسا است که ۱۹ آوریل سال ۲۰۱۸ میلادی به فضا پرتاب شد. به عنوان ادامهٔ برنامه کاوشگران، هدف تس جستجوی سیاره‌های فراخورشیدیِ بیشتر در فضایی ۴۰۰ برابر پوشش مأموریت کپلر٬ با استفاده از روش گذر است که در کهکشان‌های دیگر به‌ویژه در مدار ستاره‌های پر نور اطراف خودشان در فاصله‌ای که امکان حیات در آن وجود داشته باشد قرار دارند. در مقایسه با حدود ۳۸۰۰ سیارهٔ فراخورشیدی که تا کنون پیدا شده٬ انتظار می‌رود که این فضاپیما موفق به پیدا کردن بیش از ۲۰٬۰۰۰ سیارهٔ دیگر شود.
هدف مأموریت تس TESS در مرحلهٔ نخست تمرکز بر درخشان‌ترین ستارگان نزدیک به زمین برای بررسی آثار گذر سیاره‌های فراخورشیدی در پیرامون آن‌ها در طول دو سال است. پروژه TESS از مجموعه‌ای از دوربین‌های گسترده‌ای برای انجام یک بررسی همه‌جانبه استفاده خواهد کرد. با استفاده از TESS، ممکن است توده، اندازه، تراکم و مدار یک گروه بزرگ از سیارات کوچک، از جمله نمونه‌ای از دنیای سنگی در مناطق قابل سکونت ستارگان میزبان، مطالعه شود. TESS اهداف اولیه را برای تسلط بیشتر توسط تلسکوپ فضایی جیمز وب و دیگر تلسکوپ‌های فضایی و زمینی آینده ارائه خواهد داد.